# Hulodes donata
Hulodes donata là một loài bướm đêm thuộc họ Erebidae. Nó được tìm thấy ở Indian subregion, Myanma, Thái Lan, Sundaland, Philippines, Sulawesi, New Guinea và Úc.
Ấu trùng ăn các loài Xylia.